# Palais des sports de glace Temp
Le Palais des sports de glace Temp (en russe : Ледовый дворец спорта «Темп») est une patinoire de Penza en Russie. Il a été construit en 1965.